# Krásňany
Krásňany (deutsch Pfannenstiel) ist eine Ortschaft der Stadt Hranice (Roßbach) im Okres Cheb in Tschechien. 

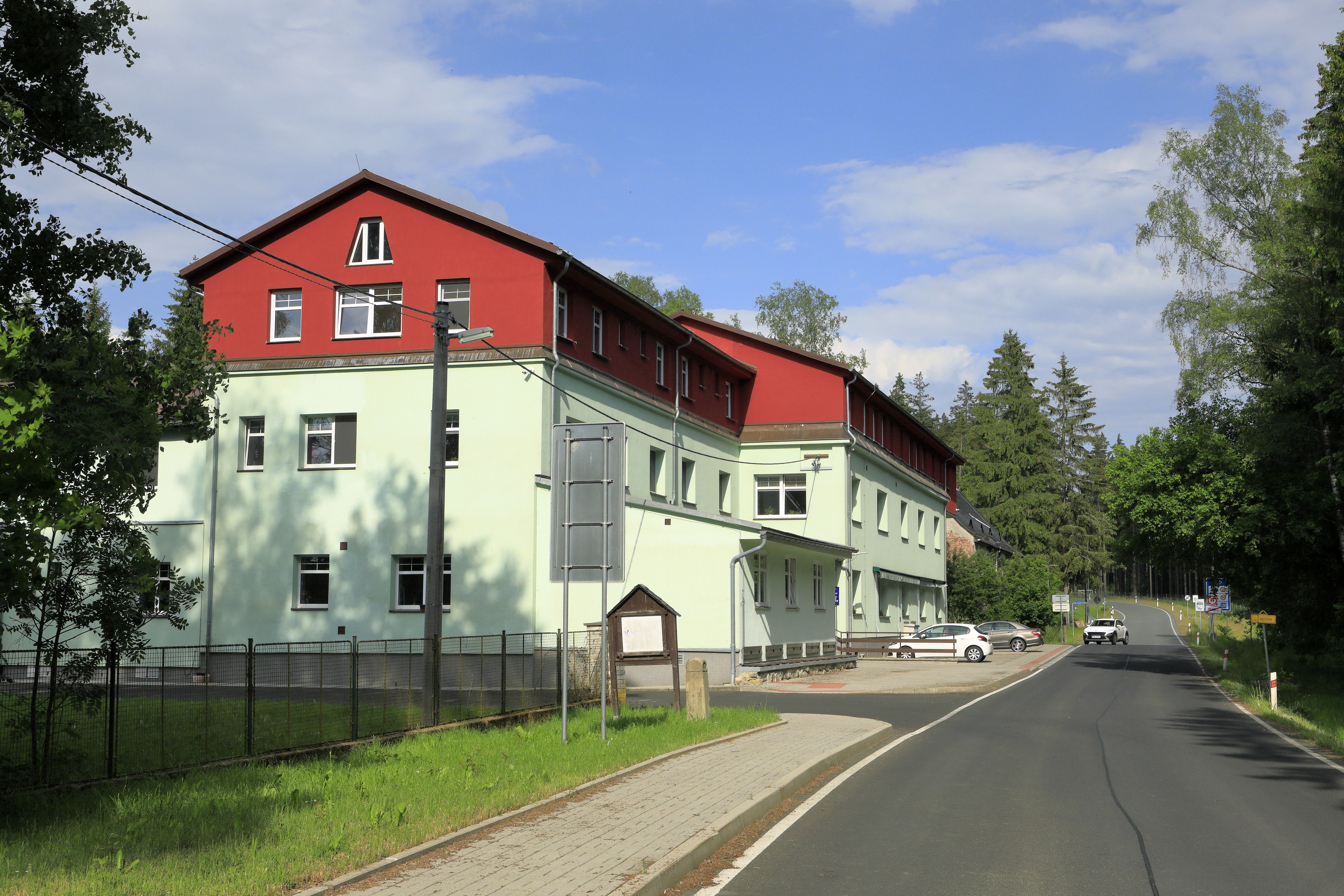
Grenzübergang Pfannenstiel–Bärenloh

## Geografie
Die Ortschaft liegt etwa einen Kilometer südöstlich des Ortskerns von Hranice. Im Norden grenzt sie an unbesiedeltes Gebiet, über eine teilweise durch Wald führende Straße erreicht man die tschechisch-sächsische Grenze, dann nach zunächst Unterbärenloh und nach vier Kilometern Bad Elster. Südlich führt die Straße zum etwa 2,5 Kilometer entfernten Nachbardorf Studánka (deutsch Thonbrunn), ebenfalls ein Ortsteil von Hranice.

## Geschichte
Pfannenstiel wurde als ein zu Roßbach gehöriges Dorf gegründet.